# Brivido strisciante
Brivido Strisciante è il nono libro della saga Horrorland, di Piccoli brividi, scritta da R.L. Stine.

## Edizioni
- R. L. Stine, Brivido Strisciante, traduzione di Beatrice Bellini, collana Horrorland, Arnoldo Mondadori Editore, 2010,  p. 137.